# Raab-Katzenstein RK.9 Grasmücke
Raab-Katzenstein RK.9 Grasmücke je bilo dvokrilno letalo Nemške proizvodnje iz 1920ih namenjeno osnovnemu šolanju in oglaševanju s ciljem zagotavljati ekonomično letenje. Obstajajo dve verzije RK9 in RK9A. V Sloveniji ga je pred drugo svetovno vojno uporabljal Letalski center Maribor verzijo RK9A. 

## Projektiranje in razvoj
Letalo sta zasnovala dva preverjena strokovnjaka, inženirja Paul J. Hall in Erich von Knupfer. Zasnova in izdelava prototipa sta bila končana leta 1928, ko je letalo Rab-Katzenstein RK.9 opravilo svoj prvi testni polet. Po črnoglavi ptici je letalo dobilo tudi ljudsko ime Grasmücke. »Crnoglavka« je imela za razliko od svojih predhodnikov »lastavke« in »pelikana« bistveno manjše dimenzije, mešano konstrukcijo, motor Anzani z močjo 35 KM, maso le 250 kg in nosilnost 200 kg. Sicer pa so na njem uporabljene vse preverjene konstruktivne rešitve predhodnikov. Bilo je prvo ultralahko letalo na svetu!

## Tehnični opis
Letalo je bilo dvokrilec z enim motorjem, lesenim dvokrakim propelerjem, z dvema sedežema. Najpogosteje je bilo letalo opremljeno z zračno hlajenim radialnim motorjem Salmson AD 9 z močjo 40-45 KM. Nosilna konstrukcija trupa letala je bila v celoti izdelana iz avtogeno varjenih jeklenih cevi, opaž pa iz impregniranega platna. Prerez trupa je bil pravokoten. Nosilna konstrukcija krila je lesena z dvema naramnicama, prevlečenima s platnom. Krilca za krmiljenje letala so bila nameščena le na zgornjih krilih. Krili sta bili med seboj povezani s parom kovinskih opornikov v obliki cirilične črke I. Obe krili sta imeli obliko enakokrakega trapeza s polkrožnim zaključkom, zato je imelo zgornje krilo večji razpon in pomaknjeno proti nos letala v primerjavi s spodnjim. Podvozje je bilo pritrjeno v celoti iz kovinskih profilov s kolesi velikega premera in visokotlačnimi pnevmatikami. Pod repom je bila gibka lesena brana.

### Različice letala Rab-Katzenstein RK.9
- RK 9 - Osnovni model s trivaljnim radialnim motorjem Anzani z močjo 35 KM.
- RK 9a - Različica osnovnega modela z 9-motorjem Salmson AD 9 moči 40-45 KM.
- RK 9b - Hidroplan, enak model kot RK 9a s plovci namesto podvozja.

## Uporabniki
- Nemčija
- Avstrija
- Ljudska republika Kitajska
- Švedska
- Švica
- Kraljevina Jugoslavija Letalski center Maribor 1928-1941

## Specifikacije (Raab-Katzenstein RK.9A Grasmücke)
Splošne karakteristike
- Posadka: 1 pilot
- Število sedežev: 1 potnikov
- Dolžina: 6,60 m (21 ft 7 in)
- Razpon kril: 8.96 m (29 ft 4 in)
- Višina: 2,3 m (7 ft 6 in)
- Površina kril: 16,64 m² (211.4 sq ft)
- Teža praznega letala: 275 kg (610 lb)
- Maks. vzletna teža: 475 kg (1050 lb)
- Pogon letala: 1 ×  9 valjni zvezdni motor zračno hlajen 3 litrski Salmson 9 AD, 40 KM (30 kW)

 Zmogljivost 
- Maks. hitrost: 120 km/h (75 mph, 65 kn)
- Potovalna hitrost: 100 km/h (32 mph, 54 kn)
- Doseg: 400 km (250 mi, 215 nmi)
- Višina leta: 3500 m (11 500 ft)
- Hitrost vzpenjanja: 1,5 m/s (300 ft/min)